# Légion auxiliaire anglaise
La légion auxiliaire anglaise (British Auxiliary Legion, en anglais) est un corps de volontaires issus du Royaume-Uni, formé en 1835 lors de la première guerre carliste, et dissolu en 1837. Il soutient la reine Isabelle II face aux carlistes de Charles de Bourbon.

## Histoire
La Légion auxiliaire anglaise est formé à la demande de la régente d'Espagne, Marie-Christine de Bourbon. En effet, en accord avec le Traité de la Quadruple-Alliance, le Royaume-Uni contrôle la mer Cantabrique, mais la situation à terre est difficile pour le gouvernement.
Le premier bataillon britannique débarque en Espagne, à Santander, le 30 juillet 1835, suivit par des renforts tout au long de l'été. Ce sont alors 1000 soldats qui sont hébergés en ville, et plus de 4000 au Monastère de Monte Corbán (es). Un an plus tard, ce seront jusqu'à 10 000 hommes qui composeront la légion, qui réside désormais près de Saint Sébastien, et sont dirigés par le général George de Lacy Evans. Le corps est placé sous l'autorité de Luis Fernández de Córdova.
En plus de quelques escarmouches à Hernani et dans les environs de Vitoria, l'unité participe en 1836 à la défense d'Urgull puis à la conquête de Pasaia. Elle est sous les ordres d'Espartero au siège de Bilbao (1836) (es), puis elle harcèlent l'arrière-garde de Charles de Bourbon lors de l'Expédition Royale.
La légion est finalement dissoute, comme prévu dans l'accord de sa formation, le 10 juin 1837. Néanmoins, certains hommes choisissent de rester combattre dans les rangs espagnols, et un grand nombre y perd la vie.

## Cimetières
Sur le mont Urgull, un lieu nommé Cementerio de los Ingleses inauguré en 1924 possède les tombes d'anglais morts durant les guerres napoléoniennes et durant la première guerre carliste.
A Santander, le Cimetière protestant (Santander) (es) présente un monument commémoratif en l'honneur des soldats de la légion.